# Fusamen fungicola
Fusamen fungicola är en svampart som beskrevs av P. Karst. 1890. Fusamen fungicola ingår i släktet Fusamen, divisionen sporsäcksvampar och riket svampar.   Inga underarter finns listade i Catalogue of Life.